# Diplocaulus
Diplocaulus је изумрли водоземац који је живео у перму. Добио је назив по лобањи у облику бумеранга (латински Diplo је дупло, а caul је буквално преведено, „шлем“). Према једној претпоставци, овакав облик главе је могао да представља проблем предаторима који би покушали да га прогутају. Био је дуг око 60 cm. Претпоставља се да је живео у муљу слатких вода.